# اللاهوت السياسي
اللاهوت السياسي هو علم يقع على مفترق الطرق بين الفلسفة السياسية والمفاهيم اللاهوتية. وغالبًا ما كان العلم مرتبطا بالمسيحية، لكن منذ القرن الحادي والعشرين، تمت مناقشته حديثًا فيما يتعلق بالأديان الأخرى، حيت أصبح اللاهوت السياسي يركز بشكل خاص على الطرق التي يمكن أن تنطوي بها المفاهيم اللاهوتية وأنماط التفكير أو التبرير أو التحليلات أو الالتزامات السياسية والاجتماعية والاقتصادية والاجتماعية.
استخدم هذا المصطلح نفسه في مختلف المفاهيم والأسئلة المختلفة تمامًا وفقًا للعصور والمؤلفين.

## المصطلح
يستخدم مصطلح «علم اللاهوت السياسي» في كثير من الأحيان للدلالة على الفكر الديني حول الأسئلة المبدئية السياسية. وقد استخدمه علماء مثل كارل شميت للإشارة إلى المفاهيم الدينية التي كانت علمانية وبالتالي أصبحت مفاهيم سياسية رئيسية[بحاجة لمصدر] مصطلح آخر غالبًا ما يشغل مساحة مماثلة في الخطاب الأكاديمي هو «علم اللاهوت العام». يقال إن اللاهوت السياسي موجه أكثر نحو الحكومة أو الدولة، في حين أن علم اللاهوت العام هو أكثر تجاه المجتمع المدني.